# Udmurt Állami Egyetem
Az Udmurt Állami Egyetem (udmurtul Удмурт кун университет [Udmurt kun unyiverszitét], oroszul Удмуртский государственный университет [Udmurtszkij gaszudarsztvennij unyiverszitét]) egy felsőoktatási intézmény az Oroszországi Föderációhoz tartozó Udmurtiában. Ez az egyetem Udmurtia legnagyobb ilyen intézménye, egyben a legrégebbi is. 1931-ben alapították Izsevszkben. 1993-ban a 20 legjobb orosz egyetem közé választották. A mintegy 1000 egyetemi oktató közül 130 rendelkezik PhD-fokozattal, és 460-an kandidátusok. Az egyetemen 29 028 diák tanul.

## Története
1931-ben Udmurt Állami Pedagógiai Intézet néven alapították. A második világháború alatt a fő cél az volt, hogy megvédjék a szerkezeti struktúra kulcselemeit, a háború után az egyetem növekedésnek indult. 1958-ban gyakorló iskolát is nyitottak, számos PhD-végzettségű tanárral. Az 1960-as években robbanásszerű fejlődés volt látható az egyetemen, a 10 legjobb szovjet egyetem között volt számon tartva. Ennek az lett az eredménye, hogy 1971-ben a Pedagógiai Intézetből Udmurt Állami Egyetem lett.

## Szervezeti egységei
Az egyetem főépülete Izsevszkben, az Udmurtszkaja utcán található. Hat főépülete van az egyetemnek, és számos kollégiuma a város egész részén. 
2006-ban az egyetemnek 14 kara és 7 intézete volt.

### Bölcsészettudományi egységek
- Szociológiai és filozófiai kar
- Történettudományi kar
- Filológiai kar
- Udmurt filológiai kar (itt tanulhatnak finnül és magyarul)
- Testnevelési tanszék
- Újságírói kar
- Művészeti és design intézet
- Idegen nyelv és irodalom intézete
- Pedagógiai és pszichológiai intézet
- Szociális kommunikáció intézet
- Jogi és államigazgatási intézet
- Közgazdasági intézet

### Természettudományi egységek
- Földrajzi kar
- Biológiai és kémiai kar
- Matematika kar
- Fizika kar

### Mérnöki egységek
- Polgári védelmi intézet
- M. Sz. Gucerijev olaj és gázipari intézet
- Információs technológiai és számítástechnikai intézet

## Külső hivatkozások
- Orosz nyelvű honlap Archiválva 2012. április 30-i dátummal a Wayback Machine-ben
- Angol nyelvű honlap Archiválva 2017. május 7-i dátummal a Wayback Machine-ben